# Supreme (Bekleidung)
Supreme ist eine US-amerikanische Skateboard- und Kleidungsmarke, die 1994 von dem Briten James Jebbia in New York City gegründet wurde.

## Geschichte
Die Unternehmensgeschichte begann, nachdem der ehemalige Mitarbeiter vom Streetwear-Label Stüssy im April 1994 den ersten von mittlerweile fünfzehn Läden in der Lafayette Street in Manhattan, New York, eröffnet hatte. Über die Zeit begann die Marke, auch eigene Kollektionen zu veröffentlichen, und machte sich unabhängiger von ihren Ladengeschäften, die sich nach und nach zu Flagship-Stores wandelten.
Vier Jahre später folgten drei Läden in den japanischen Städten Tokio, Osaka und Fukuoka. Im Jahr 2004 eröffnete in Los Angeles mit rund doppelt so großer Verkaufsfläche wie der New Yorker Stammladen der zweite Store in den USA. In den Jahren 2006 und 2008 eröffneten zwei weitere Geschäfte in Japan: im Tokioter Stadtteil Harajuku und in Nagoya. 2011 öffnete in London der erste Supreme-Laden in Europa. Ein Jahr später folgte im Tokioter Stadtteil Shibuya der sechste Laden in Japan.
2016 öffnete die Marke eine Filiale in Paris, ein Jahr später ein zweites Geschäft in der Heimatstadt New York im Stadtbezirk Brooklyn. Am 24. Oktober 2019 folgte in San Francisco der zwölfte Store. Der 13. Laden der Marke öffnete am 6. Mai 2021 in Mailand seine Pforten. Das vierte europäische Geschäft eröffnete am 11. November 2021 in Berlin. Am 10. November 2022 wurde in Chicago das fünfte Geschäft in Amerika und am 19. August 2023 das erste Geschäft in Seoul eröffnet. Des Weiteren sind Stücke der Marke in ausgewählten Filialen von Dover Street Market erhältlich.
Im Oktober 2017 erwarb die private Beteiligungsgesellschaft Carlyle Group Anteile von etwa 50 Prozent, für die der Finanzinvestor rund 500 Millionen US-Dollar bezahlt haben soll. Der Wert der Marke Supreme wurde 2017 auf über eine Milliarde US-Dollar geschätzt. Im November 2020 kündigte der Bekleidungshersteller VF Corporation an, dass er Supreme vollständig übernehmen wird. Der Übernahmepreis betrug 2,1 Milliarden US-Dollar.
Ende 2020 wurde die Marke von der VF Corporation übernommen. Der Anteil der Marke an den Einnahmen der VF Corporation betrug zwischen April und Juni 2021 145,7 Millionen US-Dollar; vor der Übernahme lagen die Jahresumsätze bei ca. 500 Millionen US-Dollar.

## Kooperationen
Über die Jahre entstanden verschiedenste Partnerschaften, vor allem mit bekannten Skateboard- und Bekleidungsmarken wie Louis Vuitton, Nike, Vans, Trasher, Clarks, The North Face, Hanes, Playboy, Levi’s, Timberland, Coleman, Emilio Pucci, Comme des Garçons, UNDERCOVER, Yohij Yamamoto, Burberry, HYSTERIC GLAMOUR, Barbour, Junya Watanabe, Stone Island und Champion. Neben Kleidung wurden hierbei u. a. Boxsäcke zusammen mit Everlast, ein Mobiltelefon mit BLU Products sowie ein Backstein mit dem Markenlogo verziert.
Im Skateboardbereich arbeitet Supreme vor allem mit Independent Trucks und Spitfire Wheels zusammen und brachte schon Skateboard-Decks in Zusammenarbeit mit Harmony Korine, Rammellzee, KAWS, Larry Clark, Jeff Koons, Richard Prince, Christopher Wool, Alessandro Mendini, Nate Lowman, Damien Hirst und John Baldessari heraus. Zusätzlich arbeitet Supreme mit Fotografen, Künstlern, Schauspielern oder Sportlern wie David Lynch, Robert Crumb, Marilyn Minter, Nate Lowman, Takashi Murakami, Daniel Johnston, Peter Saville, Bad Brains, Public Enemy, HR Giger, Mark Gonzales, M. C. Escher, Dash Snow, Rammellzee, MF DOOM, Mark Leckey, Rita Ackermann, und Nan Goldin zusammen.

## Auszeichnungen
2018 wurde Supreme mit dem  Council of Fashion Designers of America als Designer des Jahres (Herrenbekleidung) ausgezeichnet.